# Славенец
Славенец (бел. Славянец) — посёлок в Морозовичском сельсовете Буда-Кошелёвского района Гомельской области Белоруссии.

## География

### Расположение
В 8 км на юго-восток от районного центра и железнодорожной станции Буда-Кошелёвская (на линии Жлобин — Гомель), 43 км от Гомеля.

### Гидрография
На западе река Уза (приток реки Сож).

## Транспортная сеть
Рядом автодорога Буда-Кошелёво — Уваровичи. Планировка состоит из двух коротких улиц, ориентированных с юго-запада на северо-восток и застроенных деревянными домами усадебного типа.

## История
По письменным источникам известен с начала XVIII века как селение в Кошелёвской волости Рогачёвского уезда Могилёвской губернии. В 1824 году в составе казённого поместья Кошелёво. В 1847 году 21 двор, 8 незаселенных участков. По переписи 1897 года находились: школа грамоты, хлебозапасный магазин (с 1880 года), ветряная мельница. В 1909 году 568 десятин земли.
В 1925 году в Буда-Кошелёвском сельсовете Бобруйского округа. В 1929 году организован колхоз. На фронтах Великой Отечественной войны погибли 49 жителей деревни. В 1959 году в совхозе «Морозовичи» (центр — деревня Морозовичи).

## Население

### Численность
- 2004 год — 25 хозяйств, 45 жителей.

### Динамика
- 1847 год — 21 двор.
- 1897 год — 57 дворов, 356 жителей (согласно переписи).
- 1909 год — 65 дворов, 411 жителей.
- 1925 год — 80 дворов.
- 1959 год — 240 жителей (согласно переписи).
- 2004 год — 25 хозяйств, 45 жителей.